# Sketches of Spain
Albums de Miles Davis
Kind of Blue
(1959) Someday My Prince Will Come
(1961)
Sketches of Spain est un album signé Miles Davis, enregistré en novembre 1959 ainsi qu'en mars 1960 et sorti en juillet 1960.
Les arrangements et certaines compositions sont écrites par Gil Evans.
Le sujet et les compositions sont inspirés de la musique traditionnelle espagnole.
Sketches of Spain est considéré comme un des albums les plus accessibles de Miles Davis. Le fait que peu de place soit faite aux improvisations fit dire que Sketches of Spain ne peut être assimilé au jazz. Miles Davis rétorqua "It's music, and I like it".
En 2003, l'album est classé 356e des 500 plus grands albums de tous les temps par le magazine Rolling Stone.

## Titres de l'album
1. Concierto de Aranjuez (Adagio) (Joaquín Rodrigo) – 16:19
2. Will o' the Wisp (Manuel de Falla) – 03:47
3. The Pan Piper (Gil Evans) – 03:52
4. Saeta (Gil Evans) – 05:06
5. Solea (Gil Evans) – 12:15

Réédition de 1997 :
1. Song of Our Country (Gil Evans) – 03:23
2. Concierto de Aranjuez (prise alternative; première partie) (Rodrigo) – 12:04
3. Concierto de Aranjuez (prise alternative; seconde partie) (Rodrigo) – 03:33

## Musiciens
Titre 1 : Enregistré le 20 novembre 1959, Columbia 30th Street Studio, New York
- Miles Davis (tpt, flh); Ernie Royal (tpt); Bernie Glow (tpt); Taft Jordan (tpt); Louis Mucci (tpt); Dick Hixon (tb); Frank Rehak (tb); Jimmy Buffington (frh); John Barrows (frh); Earl Chapin (frh); Jimmy McAllister (tuba); Al Block (fl); Eddie Caine (fl); Romeo Penque (oboe); Harold Feldman (oboe, cl); Jack Knitzer (bssn); Janet Putnam (harp); Paul Chambers (b); Jimmy Cobb (d); Elvin Jones (perc); José Manguel (perc); Gil Evans (arr, cond)

Titres 2-5 : Enregistrés le 10 mars 1960, Columbia 30th Street Studio, New York
- Miles Davis (tpt); Ernie Royal (tpt); Bernie Glow (tpt); Johnny Coles (tpt); Louis Mucci (tpt); Dick Hixon (tb); Frank Rehak (tb); Jimmy Buffington (frh); Joe Singer (frh); Tony Miranda (frh); Bill Barber (tuba); Al Block (fl); Harold Feldman (fl); Danny Bank (bcl); Romeo Penque (oboe); Jack Knitzer (bssn); Janet Putnam (harp); Paul Chambers (b); Jimmy Cobb (d); Elvin Jones (perc); José Manguel (perc); Gil Evans (arr, cond)